# Граненков, Владимир Евгеньевич
Владимир Евгеньевич Граненков (род. 1 июня 1959) — советский легкоатлет, специалист по прыжкам в высоту. Выступал за сборную СССР по лёгкой атлетике в 1980-х годах, победитель и призёр первенств всесоюзного значения, участник чемпионата Европы в Афинах и других крупных международных стартов. Представлял Великие Луки и спортивное общество «Буревестник». Мастер спорта СССР международного класса.

## Биография
Владимир Граненков родился 1 июня 1959 года. Занимался лёгкой атлетикой в городе Великие Луки Псковской области, выступал за добровольное спортивное общество «Буревестник». В 1977 году окончил Великолукский филиал Московского областного государственного института физической культуры (ныне Великолукская государственная академия физической культуры).
Впервые заявил о себе на всесоюзном уровне в сезоне 1980 года, когда на чемпионате СССР в Донецке выиграл бронзовую медаль в прыжках в высоту.
В 1981 году вошёл в состав советской сборной и выступил на чемпионате Европы в помещении в Гренобле, где в зачёте прыжков в высоту стал четвёртым. Позднее занял второе место на всесоюзных соревнованиях в Тбилиси, с результатом 2,30 одержал победу в матчевой встрече со сборной США в Ленинграде, получил серебро на чемпионате СССР в Москве.
В 1982 году занял пятое место на соревнованиях в Киеве. Благодаря череде удачных выступлений удостоился права защищать честь страны на чемпионате Европы в Афинах — в финале прыжков в высоту показал результат 2,21 метра, расположившись в итоговом протоколе соревнований на шестой строке. Также в этом сезоне одержал победу на всесоюзном старте в Ташкенте.
В 1983 году на соревнованиях в Киеве установил свой личный рекорд в прыжках в высоту в помещении — 2,27 метра. Был лучшим на турнире в Чернигове.
В 1984 году стал серебряным призёром на Мемориале братьев Знаменских в Сочи, выиграл всесоюзный старт в Таллине. На международном турнире «Дружба-84» в Москве показал наивысший результат среди всех участников и установил личный рекорд на открытом стадионе — 2,33 метра, однако медаль не получил, поскольку выступал вне зачёта.
В 1988 году с результатом 2,20 отметился победой на соревнованиях в Сочи.
За выдающиеся спортивные достижения удостоен почётного звания «Мастер спорта СССР международного класса»
Впоследствии занимал должность директора стадиона Великолукской государственной академии физической культуры.